# Высадка на мысе Геллес
Высадка на мысе Геллес (англ. Landing at Cape Helles тур. Seddülbahir Cephesi) — десантная операция британской армии во время Дарданелльской операции Первой мировой войны, осуществленная 25 апреля 1915 года. При поддержке флота британские войска начали десантирование на побережье протяженностью 9,7 км. Планировалось, что после высадки десантов, они захватят береговые батареи и продвинутся вглубь полуострова.
На двух главных районах высадки османские войска нанесли тяжёлые потери британцам. Несмотря на то, что британским войскам удалось осуществить десантирование и закрепиться на берегу, полностью задача выполнена не была. В ходе десантирования британские войска понесли ощутимые потери.

## План

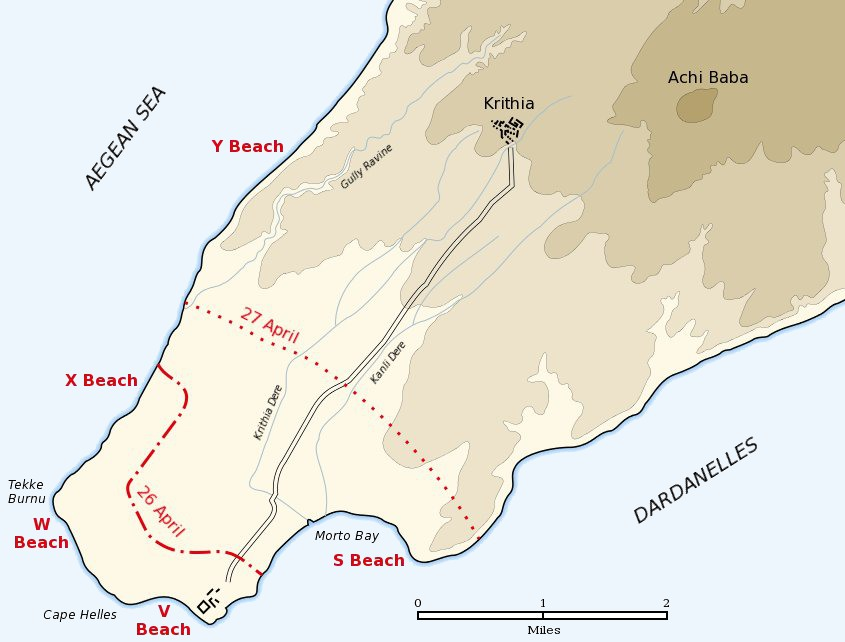
Район десантирования

25 апреля 1915 года союзники начали высадку десанта на полуостров Галлиполи. Побережье полуострова было поделено на несколько пляжей: «Y», «X», «W», «V», «S».

## Пляж «V»
Главный десант должен был высаживаться на пляже «V». Однако здесь турки имели сильно укреплённые позиции и когда началось десантирование, британцы попали под шквальный пулемётный огонь. Подойдя к берегу, шлюпки с десантом подверглись ожесточённому обстрелу турецких войск. Из 700 солдат первого эшелона 400 погибли, и практически все получили ранения. Второй эшелон прибыл на переоборудованном углевозе «Ривер Клайд», который сел на мель примерно в 50 метрах от берега. Под сильным огнём было невозможно переправить на лодках солдат с углевоза на берег. В 10 часов утра из-за шквального огня турецкой артиллерии и пулемётов высадка прервалась. Однако все же часть сил смогли высадиться и залечь на берегу. Османские войска в свою очередь получили подкрепления и положение англичан стало критическим. Флот не мог оказать помощь высадившимся британцам из-за опасения нанести потери своим войскам. Все же в 14 часов под прикрытием флота британские части смогли десантироваться, проскочить в развалины построек и окопаться.

## Пляжи «W» и «X»
На пляжах «W» и «X» британцы при высадке также понесли огромные потери. Однако к 9 часам утра им все же удалось высадить достаточно сил, чтобы взять передовые османские позиции. После этого британские войска пошли на соединение с частями, высадившимися на пляже «V», однако понесли ощутимые потери из-за фугасов и проволочных заграждений. Отбив яростные контратаки турок, англичане сумели закрепиться на берегу, однако дальше продвинуться не смогли. Ночью три изолированных отряда, высадившихся на пляжах «V», «W» и «X» были снабжены пищей.

## Пляж «Y»
На пляже «Y» высадившись, британские войска начали движение к Критии и к пляжу X, чтобы войти в соприкосновение с британскими войсками, которые высаживались там. Однако к середине дня английские отряды подверглись атаке османских подразделений 9-й пехотной дивизии. 26 апреля, понеся большие потери в боях с турками, британские войска отошли к побережью и были посажены на суда. Несмотря на это, своими активными действиями на пляже «Y» британцы способствовали успеху на главных направлениях десантирования.

## Пляж «S»
На пляже S британцы имели также лишь демонстративные задачи, однако части 29-й пехотной дивизии, высадившись, быстро захватили позиции турок на пляже. Окопавшись, британцы выстояли против ответных контратак османских войск.